# Comicus cabonegrus
Comicus cabonegrus is een rechtvleugelig insect uit de familie Schizodactylidae. De wetenschappelijke naam van deze soort is voor het eerst geldig gepubliceerd in 1986 door Irish.